# سالي غيفورد
سالي غيفورد هي ممثلة كندية، ولدت في 30 سبتمبر 1981 في تورونتو في كندا.

## وصلات خارجية
- سالي غيفورد على موقع IMDb (الإنجليزية)